# Парни млин И. Бајлона и синова у Малом Црнићу
Парни млин И. Бајлона и синова у Малом Црнићу почео је са радом, према сачуваном документу, пре 1869. године, доласком породице Бајлони и закупом државне воденице 1862. године. Касније је воденица откупљена и према  уговору који је постојао између Игњата Бајлонија и општине Мало Црниће, наводи се да ће Бајлони ту зидати млин, да ће радити, развијати своју индустрију и да ће истовремено помоћи развој основне, односно тадашње Народне школе у Малом Црнићу.
Млин је данас у процесу реституције и представља вредан сачуван пример индустријализације Србије у другој половини 19. и почетка 20. века.
Данас постоји сачувана зграда млина који је подигао Бајлони. Простор је добрим делом руиниран у којем се налазе аутентичне машине које су биле за то време, најсавременије машине које је Игњат увозио из Немачке. И дан данас се види натпис фирме на тим машинама.

## Историјат млинарства у Малом Црнићу
Пре куповине воденице, Бајлонијеви су се бавили занатством и гостионичарством. Занатство је касније прерасло у млинарство, које је, пак, прерасло у озбиљну индустрију, а гостионичарство у пиварство. Пивара Игњата Бајлонија је касније постала БИП пивара у Београду.
Бајлони подиже 1871. године први српски млин на „ваљке”, што значи да је био модернији и савременији млин у односу на околне који су постојали у то време у тадашњем пожаревачком, а данас Браничевском округу. Брашном су снабдевали не само становнике овог округа, већ су га и извозили. Имали су стовариште брашна у Петровцу на Млави, одакле су га транспортовали и изван округа. 
За време ратова, најпре Првог српско-турског рата 1876-1877. године, млин је активно радио у прилог снабдевања српске војске. За време Српско-бугарског рата 1885. године забележено је да је пекара при млину испоручивала дневно 3.000 комада хлеба тимочкој дивизији. Током Првог светског рата хлеб је испоручиван и Војном гарнизону у Пожаревцу, али то је трајало до бугарске окупације. Kада су 1916. године Бугари ушли у Пожаревац, њихове окупационе власти су преузеле млин, до окончања Првог светског рата.

## Развој млина и млинарства
Kапацитет млина је био 6 вагона жита за 24 часа, што је у то време, дакле, крајем 19. века, био велики капацитет и добар квалитет. Поред тога, Бајлонијев млин је вршио млевење кукурузног брашна за околне сељаке. Године 1903. била је извршена генерална поправка млина, а 1921. доживео је катастрофу када је изгорео до темеља. На рушевинама старог млина, две године након пожара, 1923. године, Бајлонијеви су подигли нови и дозидали су још један део. То је млин који сада постоји у Малом Црнићу. Млин је тих година окарактерисан као експортни млин, које по величини и техничкој опремљености у то време спадао у ред најбољих млинова на Балкану.

## Бајлонијев млин у међуратном периоду
У периоду између два светска рата, Бајлонијев млин је доживео експанзију. Поред главног, великог млина налазио се и мањи млин, мањи силос, који је био намењен мељави жита и кукуруза за потребе пољопривредника, капацитета 3 вагона у 24 часа. Тешко је данас проценити где су се тачно налазили ови млинови. У то време, млинови су радили на угаљ и помоћну турбину. 
Млин је у једном периоду 1926. године, обуставио производњу, јер се смањило тржиште, али је мањи млин све време радио пуним капацитетом.
У међуратном периоду, млинско предузеће доживело извесне статусне трансформације у складу са тадашњим законским прописима, па је постао акционарско друштво и 1936. године добија назив „Први вештачки парни турбински млин Игњат Бајлони и синови” А.Д. Акционарски капитал је износио 4 милиона тадашњих динара, подељен у 4.000 акција, номинално, од по 1.000 динара свака акција.

## Судбина млина и породице Бајлони
Млин је непрекидно радио и током Другог светског рата, о чему сведоче и сачувана документа. Након рата, прешао је у државно власништво, најпре је добио назив Среско млинско предузеће „Стиг”, потом „Млава”, онда улази у шире предузеће „Србокоп”.
Kако за време рата није постојала званично држава, немачки окупатор је наметнуо прописе, како војне, тако и у погледу обављања радне обавезе. Мимо идеолошке обојености, реално гледајући, како би опстали и преживели, индустријалци су морали да се баве одређеном производњом. Међу њима је био и Игњат Бајлони. Тадашњи индустријалци су окарактерисани као народни непријатељи, којима је била и одузимана имовина.
У Историјском архиву у Пожаревцу налази се предмет потпуне конфискације имовине млина, јер је Бајлони проглашен за народног непријатеља, за сарадника окупатора. По том основу млин је прешао у државну својину, постао општенародна имовина и тада његова производња и његов рад добијају сасвим другачије обрисе. 
Према подацима које поседује Историјски архив Пожаревац, име Бајлони се губи после Другог светског рата. Година 1945. и 1946. још увек су постојали неки Управни одбор млина који је тада носио назив „Млин Игњата Бајлонија и синова”, али већ 1947. године, нова држава донела је и нове прописе и појављује се Среско млинско предузеће „Млин Млава”. Стари млин је и даље радио, а до њега је саграђен нови. 